# Scopeti
Scopeti è una frazione del comune italiano di Rufina, nella città metropolitana di Firenze, in Toscana.

## Geografia fisica
Il borgo dista circa 3 km dal capoluogo comunale e circa 35 km dalla città di Firenze. Si colloca ad un'altitudine di circa 120 m s.l.m., nella campagna collinare dell'Appennino tosco-emiliano, tra uliveti e vigneti nella valle del fiume Sieve.

## Monumenti e luoghi d'interesse
Nelle vicinanze, sul fiume Sieve sono individuabili i resti di un vecchio mulino ad acqua risalente alla fine del XVII secolo. Rimase attivo per meno di un secolo, per poi essere abbandonato a causa di ricorrenti problemi di piena del fiume. Sempre lungo il fiume si trovano i resti della struttura del ponte in località La Pescaia, bombardata sul finire della seconda guerra mondiale.
Si segnala inoltre la presenza nelle vicinanze della Villa I Busini, risalente al XV secolo.

## Cultura
Nella frazione è tuttora attiva la Casa del Popolo di Scopeti (Circolo ARCI), costruita nel 1963, dagli abitanti della frazione. A Scopeti era presente una scuola elementare comunale, oramai inutilizzata e chiusa dal 1980.

## Economia
Scopeti è caratterizzato anche dalla presenza di una zona industriale di recente costruzione, lungo la vicina linea ferroviaria non elettrificata Firenze-Borgo San Lorenzo (via Pontassieve). Sono presenti officine meccaniche e stabilimenti per le lavorazioni di pelle, plastica, tessuti e legno. Attiva anche la produzione agricola di olio e vino.
Nella zona industriale è presente uno dei principali stabilimenti europei della FILA - Fabbrica Italiana Lapis ed Affini.

## Infrastrutture e trasporti
Scopeti si incontra percorrendo la Strada statale 67 Tosco Romagnola che la interessa per un tratto di circa 1,5 km. La località è inoltre servita da una propria stazione – stazione di Scopeti – lunga la ferrovia Pontassieve-Borgo San Lorenzo.